# شحرور البقر بني الرأس
شُحرُور البَقر بُنيّ الرأس هو طائرٌ صغير من مُتطفلات الأعشاش ينتمي لفصيلة الصَّفراويَّات المعروفة أيضًا بفصيلة الشحارير الأمريكيَّة (Icteridae)، يَقطنُ المناطق المُعتدلة وشبه الاستوائيَّة من أمريكا الشماليَّة. الجمهرات قاطنة القسم الجنوبيّ من موطنها مُقيمةٌ بصورة دائمة؛ أمَّا الطيور المُقيمة في الشمال فتُهاجرُ إلى جنوب الولايات المتحدة والمكسيك خلال فصل الشتاء، وتعود إلى موائلها الصيفيَّة خلال شهر مارس أو أبريل.
الذكر أسود الجسم وبُنيّ الرأس، أمَّا الأنثى فبُنيَّة كامِدة ضاربة إلى الرمادي. يُقصد بمُتطفلات الأعشاش تلك الطيور التي توزّع أُنثاها بيضها على أعشاش أنوعٍ أخرى من الطيور، لترخمها بدلاً من أن تتولى المُهمة بنفسها، وهذا هو حالُ هذه الشحارير وأنسباؤها. كانت هذه الطيور تتبع قُطعان البيسون الأمريكيّ العُظمى عبر مروج الغرب الأوسط، فتقتات على الحشرات المُنبعثة من بين الحشائش التي تدوسها تلك الثيران، وقد شهدت أعدادها انفجارًا هائلاً خلال القرنين التاسع عشر والعشرين، لدرجةٍ دفعت بعض الجمعيات والمُنظمات الحكومية البيئيَّة إلى تنظيم حملات لإعدام قليلٌ من الجمهرات بما أنَّ كثرتها أصبحت تُهدد بعض أنواع العصافير المُعرَّضة للانقراض أصلاً، بسبب تطفلها المستمر على أعشاشها. يُصنَّفُ الاتحاد العالمي للحفاظ على الطبيعة هذه الطيور على أنها غير مُهددة.
يُمكنُ أن يؤدي قبول الزوجين المُستضيفين لبيضة الشُحرُور إلى نتائج وخيمة، فقد تبيَّن أنَّ أعاشيش الحُميراء الأمريكيَّة على سبيل المِثال تتعرَّض لهجوم المُفترسات بدرجةٍ أعلى عندما تأوي فرخًا مُتطفلاً، ويُعتقد أنَّ سبب ذلك هو النداءات العاليَّة التي يُطلقها الفرخ ليستقطب انتباه والديه المُتبنيين حتى يُطعماه، فيلفت نظر الضواري إليه. كما يُحتملُ أن يكون سبب ذلك هو موقع الأعشاش المكشوف، فتلك تسمحُ للشحرورة أن تغزورها بسهولةٍ أكبر عمَّا إذا كانت مخفيَّة عن الأنظار، وتسمح للمُفترس أن يعتدي عليها بيُسر.

## التصنيف

### التسمية

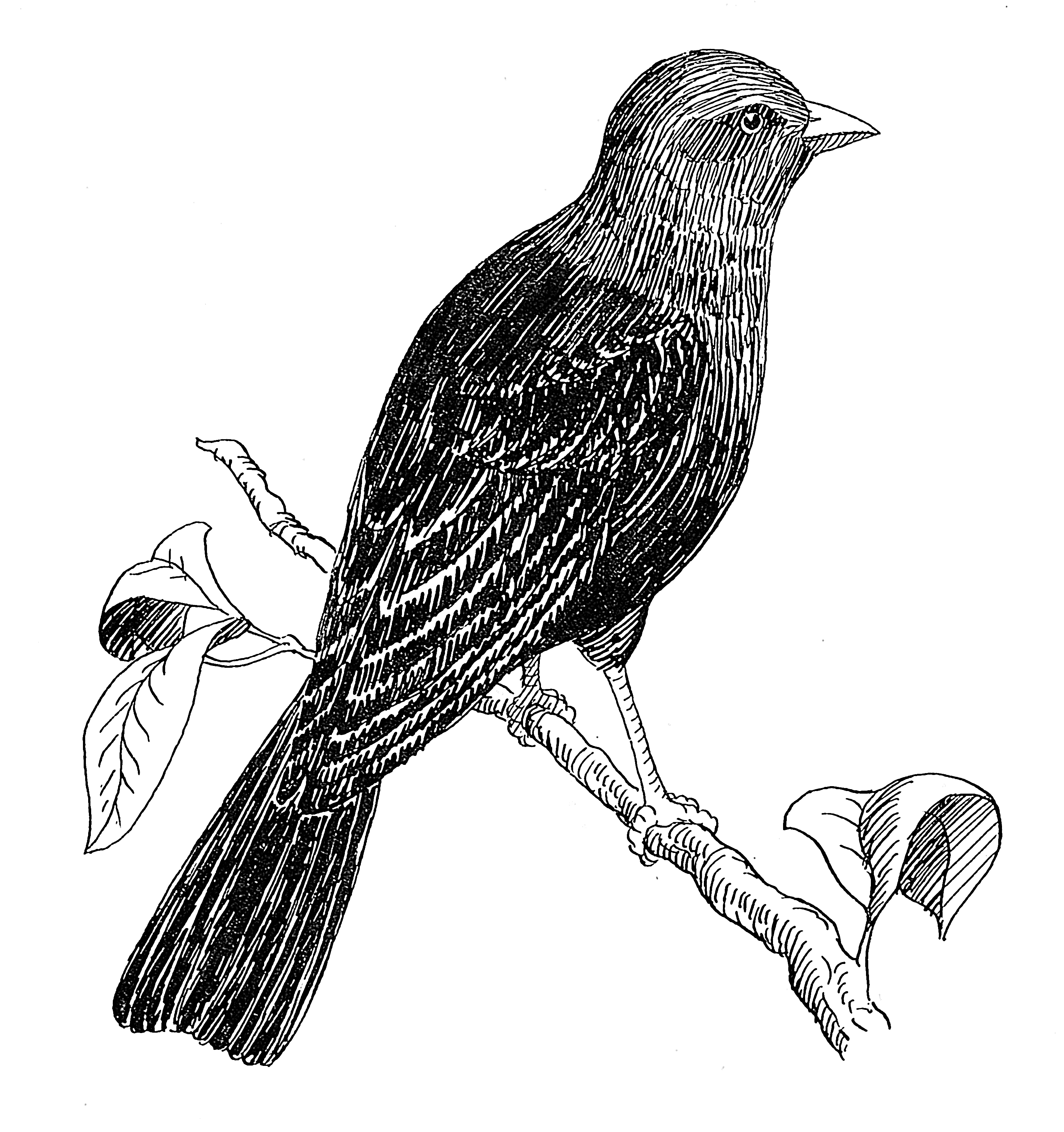
رسمٌ لشُحرُور البقر بُنيّ الرأس.

وُصفت هذه الطيور وصفًا علميًا لأوَّل مرَّة من قِبل عالم الطبيعة الهولندي پيتر بودّرت، وذلك في سنة 1783، وأعطاها في حينها اسمًا علميًا مُختلفًا هو Oriolus ater. استُبدلت هذه التسمية عدّة مرَّات بواسطة عددٍ من العُلماء، فجعلها شارل لوسين بوناپرت الفرنسي Icterus pecoris عام 1824، ثمَّ أبدلها عالم الطيور الإنگليزي وليام جون سواينسون باسمٍ آخر هو Molothrus pecoris في عام 1831، ثمَّ عاد طوماس نوتال عام 1832 ليُسميها Fringilla ambigua.
ولم تحصل الطُيور على اسمها العلميّ الحاليّ إلاّ في سنة 1870، عندما أطلقه عليها العالم جورج روبرت گراي، واعتبره الأصح، وما زال يُعملُ به حتى اليوم. أمّا الاسم العاميّ والمألوف لهذه الطيور، فجاء لشبهها بشحرور العالم القديم المألوف، ولعادتها في تتبع الماشية حتى تقتات على ما يهرب من الحشرات الأرضيَّة من وطأة أقدامها الثقيلة.

### السُلالات
لِشُحرُور البقر بُنيّ الرأس ثلاث سُلالات هي:
- السُلالة الآرتميسيَّة (Molothrus ater artemisiae): تنتشر في شرقيّ السهول الكبرى وصحراء الحوض الكبير.
- السُلالة النَّمطيَّة (Molothrus ater ater): تنتشر عبر شرقيّ أمريكا الشماليَّة. يَمتدُ نطاق موطنها غربًا حتى ولايات: مينيسوتا، وأونتاريو، وكنساس، وجنوبًا حتى أريزونا وتكساس.
- السُلالة الغربيَّة (Molothrus ater obscurus): توجد في القسم الغربيّ من أمريكا الشماليَّة، بما فيها المكسيك.

## الوصف

### المظهر العام

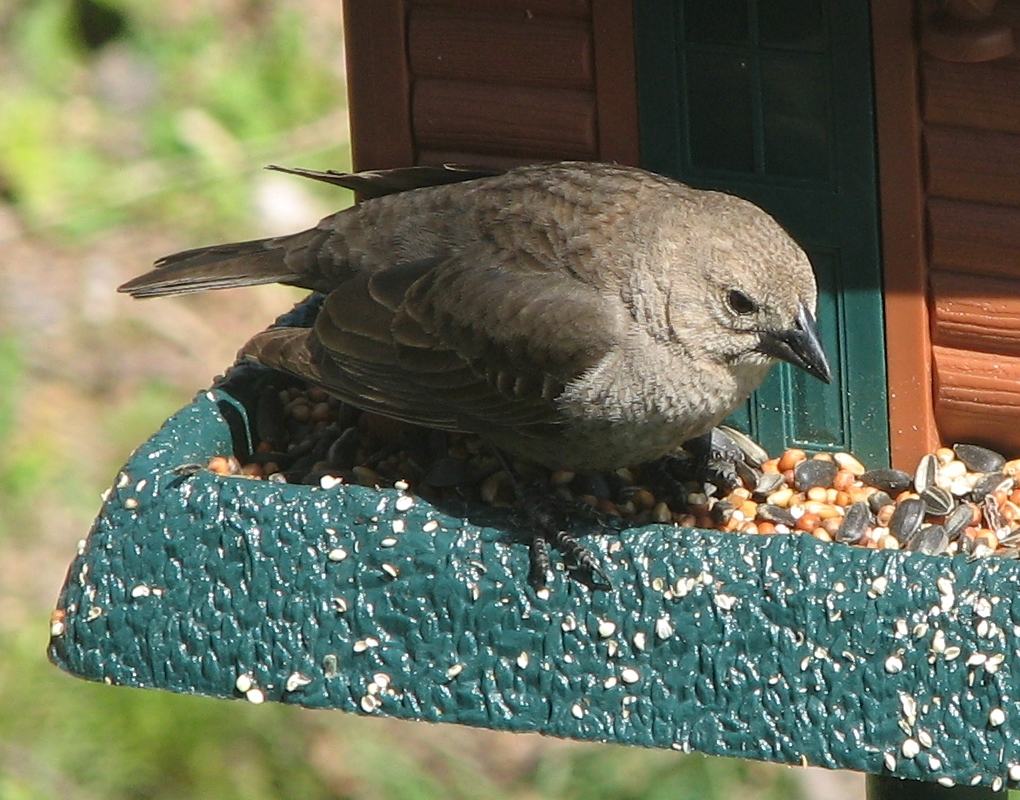
أنثى بالغة.

شُحرُور البقر بُنيّ الرأس صفاريٌ نمطيّ من حيث مظهره الخارجيّ العام، لكن يُمكن تمييزه عن بقيَّة أنواع شحارير البقر عبر شكل رأسه ومنقاره الشبيهين بتلك الخاصَّة بالشراشير، كما أنَّه أصغر حجمًا من باقي الصفاريَّات. العينان بُنيتان داكنتان، والمنقارُ شبه مخروطيّ ورمادي، كما القائمتين.
تظهرُ عند هذا النوع مثنويَّة شكليَّة جنسيَّة واضحة، فالذكور البالغة تمتلك ريشًا أسودًا لمَّاعًا على جسدها عدا رأسها، الذي يتخذُ لونًا بُنيًا، أمَّا الإناث البالغة فأصغر بعض الشيء من الذكور، وريشها رماديٌّ كامد، وحلقها باهت، وقسمها السُفليّ مُخطط. تتشابه الفراخ في شكلها مع الإناث، لكنّ تخطيطها يظهر أوضح، مما يُعطيها مظهرًا مُحرشفًا.

### القدّ

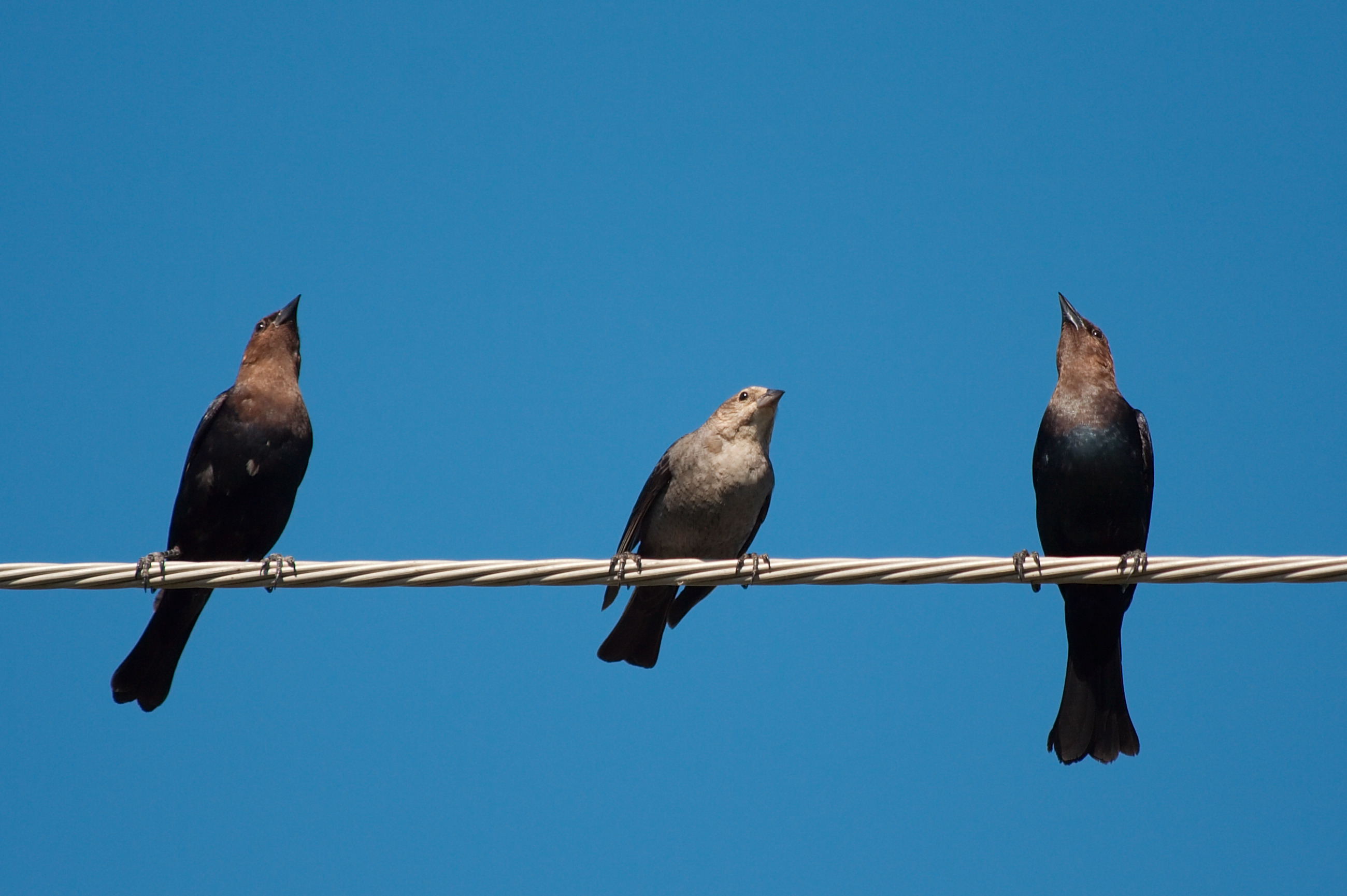
أنثى مُحاطة بذكرين، لاحظ الاختلاف في لون الكِسوة والحجم.

يَتراوح طول شُحرُور البقر بُنيّ الرأس بين 16 و22 سنتيمتر (6.3–8.7 إنشات)، وباعُ جناحيه بين 32 و38 سنتيمتر (13–15 إنشًا)، أمَّا زنته فتتراوح بين 30 و60 غرامًا (1.1–2.1 أونصة)، ويّقلُّ وزن الإناث عن وزن الذكور، فيبلغ 38.8 غرامات (1.37 أونصة) عند الأولى، و49 غرامًا (1.7 أونصات) عند الثانية. يتراوح طول رسغ القدم بين 23 و25 مليمتر، والقنَّة بين 15 و17 مليمتر، أمَّا طول الجناح المطوِ فيتراوح بين 95 و106 مليمتر.

### أنواعٌ مُشابهة
يُخطئ بعض العامَّة من غير أهل العلم بين هذه الشحارير وأنواعٌ أخرى، فعلى سبيل المِثال يُمكن الخلط بين الأنثى وبين الشُحرُور أحمر الجناح عند النظر من بُعد وبالأخص في الربيع عندما تطرح الطيور ريشها، أمَّا عن قُرب فيُمكن تمييزها عبر العلامات الأكثر قتامة على صدرها، وعبر قلنسوتها الرماديَّة القاتمة والشريط الأبيض فوق عينيها.
كذلك يُمكنُ للناظر من بُعد أن يُخطئ بين ذكر الشُحرُور بُنيّ الرأس وغيره من الطيور قاطنة نفس المنطقة، لا سيَّما وأنَّ رأسه البُنيّ المُميَّز يظهرُ قاتمًا لدرجة السواد من بعيد، فيُعتقد أنَّه نوعٌ آخر من الصَّفراويَّات من شاكلة السُّواديَّة المألوفة وشحرور بريور، غير أنَّ هذه أكبر حجمًا وأطول ذيلاً وريشها يلمع بالزُرقة، وتمتلكُ عينان صفراوان. كما يُمكن أن يُخطأ المرء بين هذه الشحارير وغيرها من شحارير البقر، من شاكلة شُحرُور البقر البرونزيّ وشُحرُور البقر اللمَّاع، وهذه على الرُغم من تشابهها مُنقطع النظير من ناحية الهيئة الخارجيَّة، إلاّ أنها تمتلكُ منقارًا أطول، وريشها كامل السواد، ولا تتمتع بأدنى أثر من اللون البُنيّ على رأسها؛ كما تمتلك شحارير البقر البرونزيَّة عينان حمراوان، وريشُ جناحيها يُعطي انعكاسًا أزرقًا ضارب إلى البنفسجيَّة.

## السلوك

### الغذاء

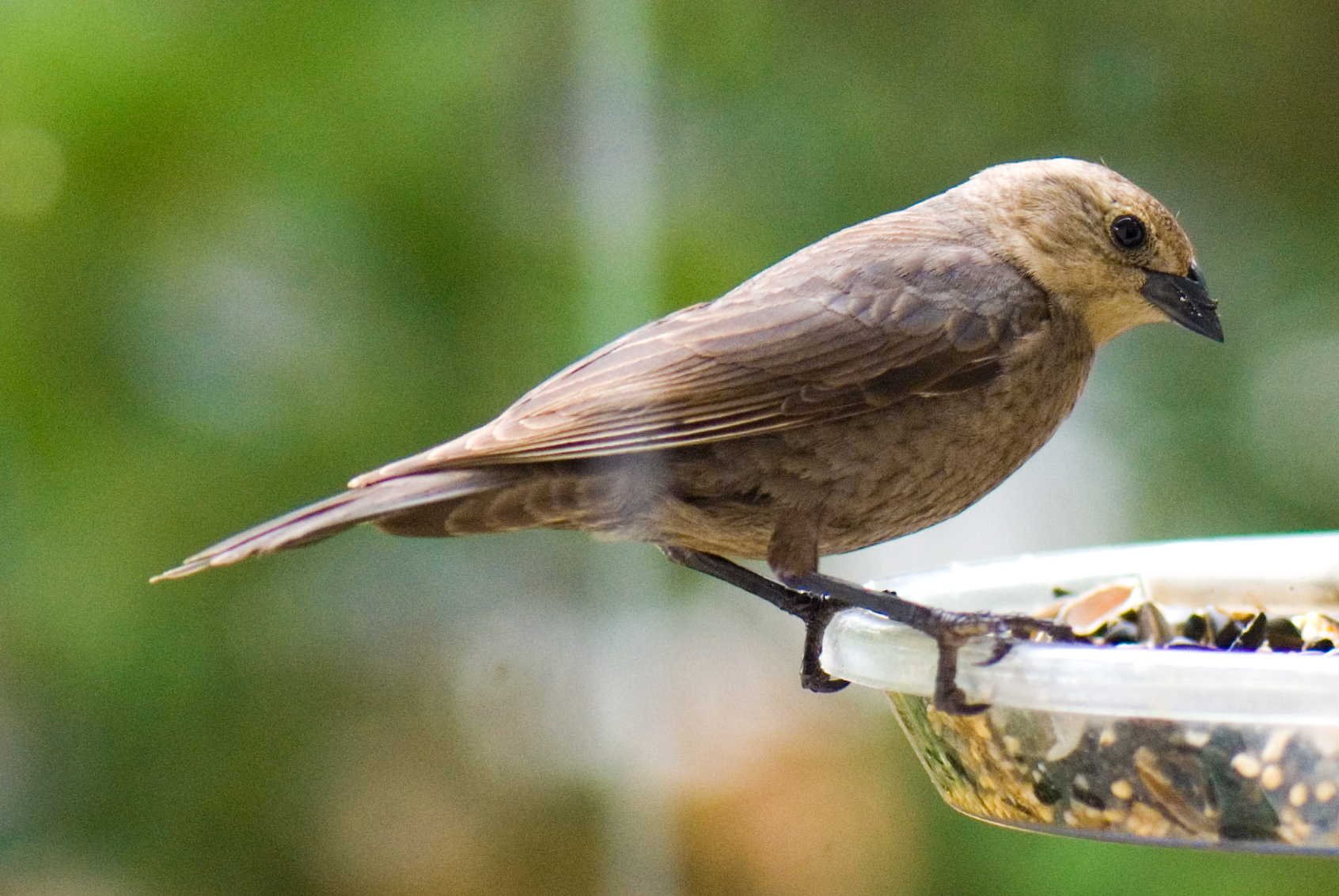
أثنى جاثمة على مُغذية طيور لتقتات على البزور.

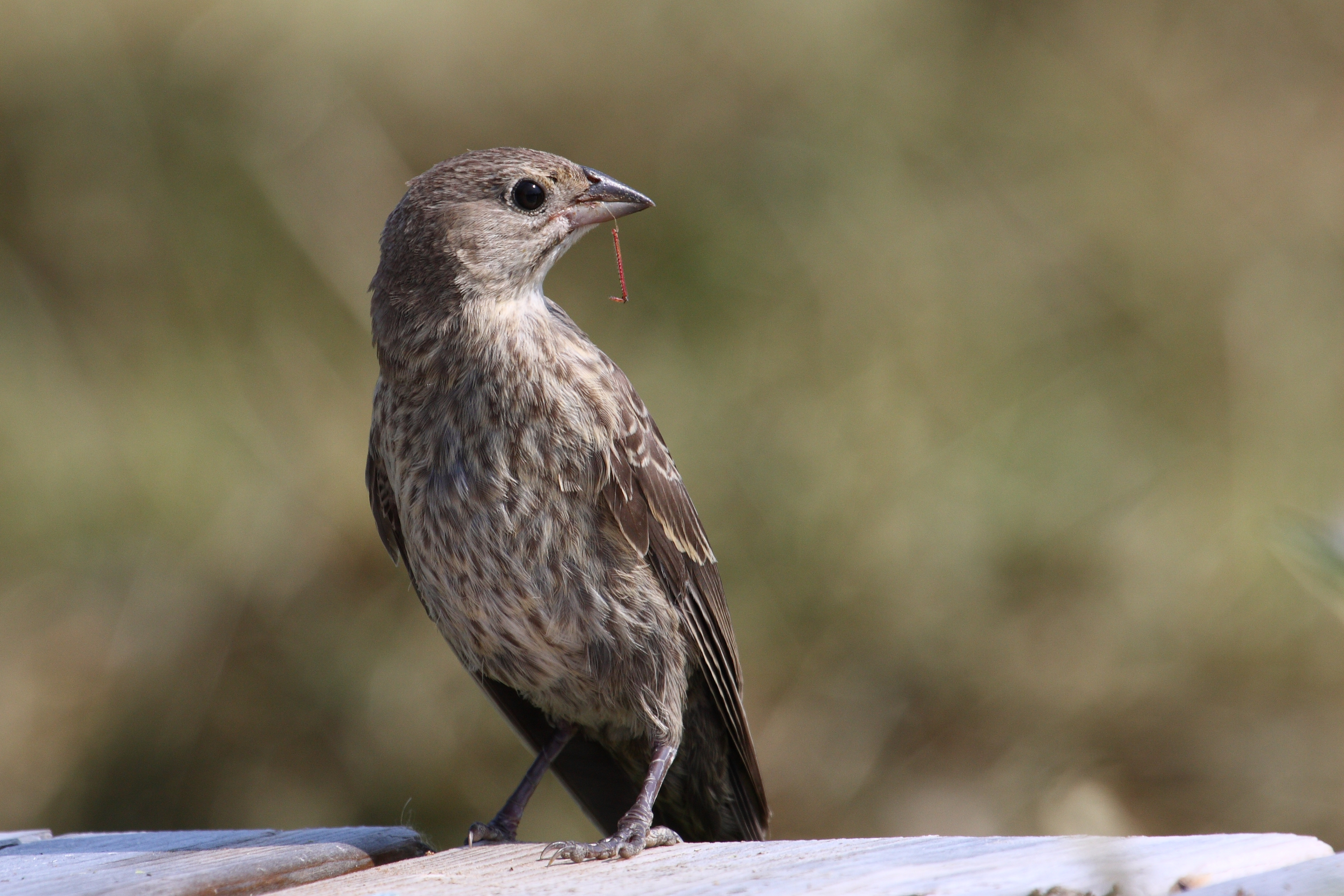
فرخ يافع يحمل ساق جندب في فمه.

تقتات الشحارير بُنيَّة الرأس على الأرض، وغالبًا ما تتبع الماشية المستأنسة وغيرها من الحيوانات الراعية، كالبقر والأحصنة، لتقتات على الحشرات الهاربة من بين الأعشاب عندما تطأها تلك الثدييات. تُشكّلُ البزور ثلاثة أرباع غذاء هذه الطيور، وهي تُفضّلُ بزور أعشاب المروج الأمريكيَّة، كما يُمكن أن تقتات على القمح وغيره من الحبوب الزراعيَّة. يتكوّنُ الربع الباقي من غذاء الشحارير من الحشرات من شاكلة الجنادب وطائفةٌ واسعة من الخنافس، وهي تعتمدُ على هذه الأخيرة اعتمادًا كبيرًا خلال موسم التفريخ خاصَّةً، وبالتحديد الإناث منها. وخلال الموسم سالف الذكر تحتاجُ الإناث إلى استهلاك كميَّات من الكالسيوم حتى تضع بيضها سليم القشرة، فتعمد إلى أكل قواقع الحلازين وحتى بعض البيض من الأعشاش التي تغزوها.

### السلوك الاجتماعي

#### العلاقة مع الأنواع الأخرى
شحارير البقر بُنيَّة الرأس طيورٌ اجتماعيَّة غالبًا ما تتجمهر في أسرابٍ ضخمة، تختلط فيها أحيانًا مع أنواعٍ أخرى من الطيور، ويُمكنُ تمييز الذكور من الإناث المُتجمهرة عبر نداءاتها، فالذكور تُصدرُ غرغرةً وصفيرًا حادًا، وقليلٌ من الصياح، أمَّا الإناث فتُصدرُ سقسقاتٍ عذبة.

##### التجمهر
تتجمهر هذه الطيور مع بني جنسها في أسرابٍ كبيرة، كما تختلطُ مع أفرادٍ أخرى من فصيلة الصَّفراويَّات، من شاكلة السُّواديَّة المألوفة، أو من فصائل أخرى بما فيها الزرازير الأوروبيَّة الدخيلة على أمريكا الشماليَّة، وبهذا فإنَّه من الشائع رؤيتها ضمن الأسراب الضخمة التي تضم مئات الآلاف من الطيور، سواء في البراري أو أطراف المناطق الحضريَّة، وقد أفادت إحدى التقارير عن سربٍ عظيم شوهد في ولاية كنتاكي وضمَّ حوالي 5 ملايين طائر، فظهر وكأنَّه غيمةٌ سوداء حجبت الشمس. تتجمّعُ شحارير البقر بُنيَّة الرأس مع بعضها بعد غروب الشمس على إحدى المجاثم في شجرة أو مبنىً مهجور، لتُمضي الليلة سويًا.
كانت شحارير البقر بُنيَّة الرأس تتبعُ قطعان البيسون الأمريكي خلال مواسم هجرتها قبل الاستعمار الأوروبي للأمريكيتين، وكان سلوك تعشيشها الطفيليّ مُلائمًا لنمط عيشها الترحالي. وما أنّ أخذ الأوروبيون يستوطنون أمريكا الشماليَّة حتى أزالوا أقسامًا كبيرة من الغابات وأقاموا بدلاً منها مزارع شاسعة، فارتفعت أعداد الشحارير بشكلٍ ملحوظ، واستمرت ترتفع حتى غدت الآن نوعًا شائعًا في الحدائق المنزليَّة المُزوَّدة بمُغذيات طيور.

##### التطفل على الأعشاش

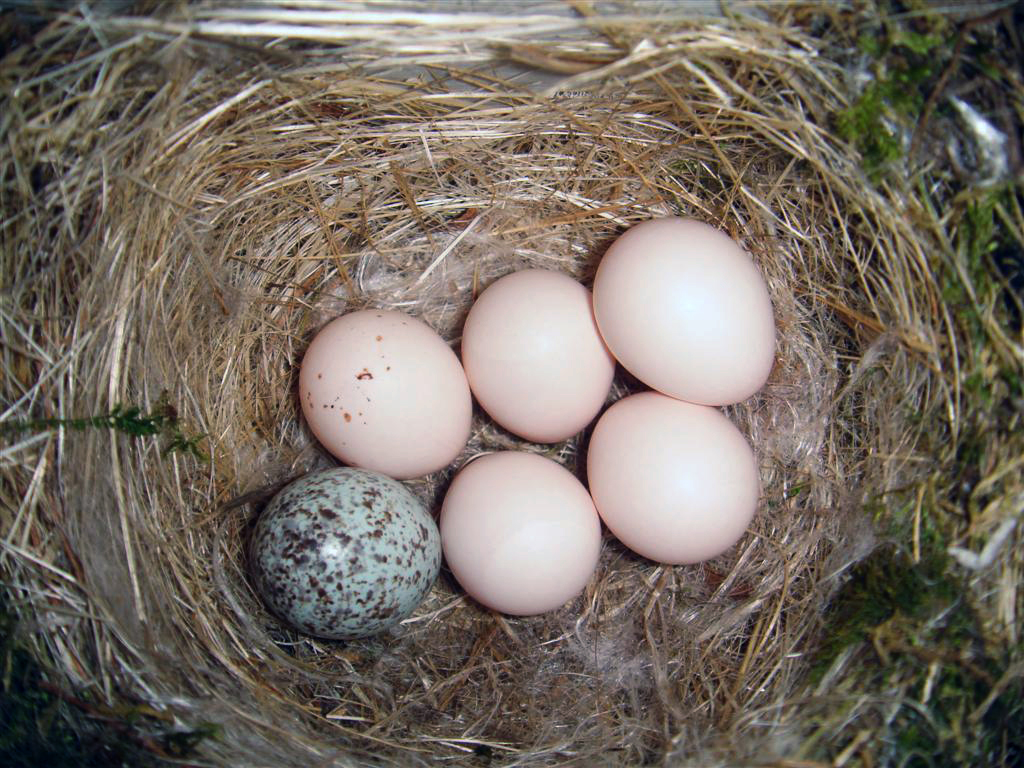
بيضة شُحرُور داخل عُش فيبي شرقيَّة.

تُشكّلُ شحارير البقر بُنيَّة الرأس وبعض الأنواع الأخرى طائفةً من الطيور تُعرف باسم «مُتطفلات الأعشاش» أو «طفيليَّات» الأعشاش، ويُقصد بها تلك الأنواع التي تضع إناثها بيضها في أعشاش طيورٍ أخرى من رتبة العُصفوريَّات، أي الجواثم، لترخمها بدلاً من أن تقوم بذلك بنفسها، ومن أبرز الأعشاش المُستهدفة تلك كأسيَّة الشكل، والخاصة بالعصافير آكلة البزور. تقوم الأنثى بكسر إحدى البيوض والاقتيات عليها، أو ترميها خارج العش، ومن ثمَّ تضع بيضةً واحدة وتُحلّق مُبتعدة قبل عودة الزوجان صاحبا العُش. بعد الفقس، يُطعَمُ فرخ الشحرور من قِبل والديه البديلين، ويُهيمن على أبنائها الأصليَّة، فيستحوذ على أغلب الطعام، وينمو حتى يفوقها حجمًا، وفي نهاية المَطاف يكون مصير تلك الفراخ إمَّا أن تنفق جوعًا، أو أن تقفز من العُش، أو أن يدفعها فرخ الشحرور بنفسه، فستقط وتهلك.

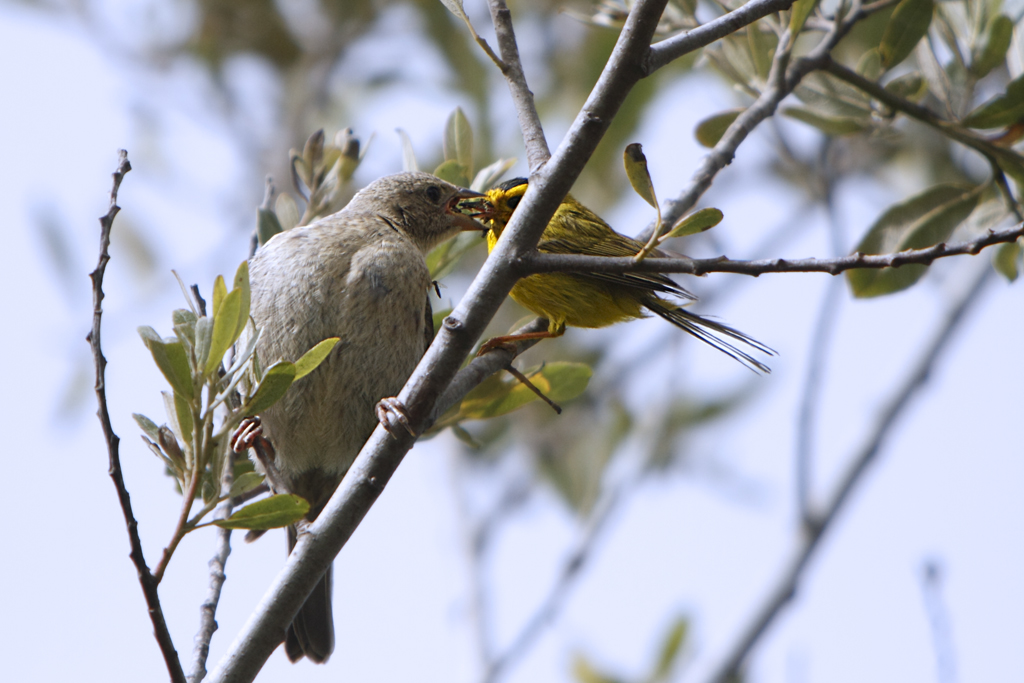
هازجة ويلسون تُطعمُ فرخ شُحرُور بُني الرأس رخمته حتى بلغ أشدّه. لاحظ الفرق الواضح في الحجم والشكل بين الفرخ ووالدته المُتبناة.

تمكن العلماء من توثيق تطفّل شحارير البقر بُنيَّة الرأس على أعشاش 220 نوعًا آخرًا من الطيور، وشوهد أكثر من 140 نوعًا منها وهو يُطعم فرخ الشحرور حتى كَبُر، وتراوح حجم الأنواع المُستضيفة من تلك فائقة الصغر مثل الطنَّانات والنمنمات إلى قبّرات المروج وحتى بعض الجوارح. أكثر الأنواع المُضيفة التي شكَّلت أعشاشها أهدافًا للشحارير كانت الهازجة الصفراء، وعصفور الدوري المُغرّد، وعصفور الدوري الزَّقزاق، والفيبي الشرقيَّة، والخُضيري أحمر العينين، والطُّوهي المُرقط، والشحرور أحمر الجناح. يُمكن لسلوك التطفّلِ هذا أن يتسبب بمشكلةٍ كُبرى لبعض الأنواع، لا سيَّما تلك التي تتراجعُ أعدادها ويتهددها الانقراض، مثل: هازجة كيرتلاند، والخُضيري أسود القلنسوة، وخُضيري بل. ومن الجدير بالذكر أنَّ بيوض هذه الشحارير لا توضع شبيهةً ببيوض الطيور المُستضيفة، كما بيوض الوقواق المألوف، وهو نوعٌ آخر من المُتطفلات أكثر شهرةً ربما. تُقدمُ بعض الأنواع المُستضيفة، مثل العصفور الدوري المألوف، بإطعام فرخ الشُحرُور غذاءً نباتيًا، مما لا يُلائمه، فينفق قبل بلوغه مرحلة التريُّش.
يُحتملُ أن يُلاحظ الزوجان المُستضيفان البيضةَ الغريبة في حضنتهما، وعندها قد يتصرفان بطرقٍ مُختلفة، تختلف حسب النوع المُستضيف. فعلى سبيل المِثال تُقدم صائدة البعوض الرماديَّة الزرقاء على هجر العش كليًا، لا سيَّما وإن كانت الشحرورة قد وضعت بيضتها قبل أن تضع أنثى صائد البعوض حضنتها، والبعض الآخر مثل الهازجة الصفراء يُغطيّ أسفل العش بطبقةٍ جديدةٍ من النباتات. تقومُ بعض أنواع الطيور برمي بيضة الشحرور من العش ما أن تُلاحظها، ومن أبرز الأنواع التي تفعل ذلك: الدرَّاس البني، والمُحاكي الشمالي.
يَظهر أنَّ شحارير البقر بُنيَّة الرأس تتفقد الأعشاش التي وضعت فيها بيضها بين الحين والآخر، لترى إن كان الفرخ ينمو كما يجب، وقد ينشبُ بينها وبين الأبوان المُضيفان قتالٌ إن تبيَّن لها أنَّ البيضة قد أُزيلت. أظهرت إحدى الدراسات التي أجراها متحف فلوريدا للتاريخ الطبيعي ونُشرت في عام 2007، أنَّ تلك الشحارير دمَّرت أعشاش 56% من الأزواج المُستضيفة التي تجرّأت على إزالة بيضها، فاضطرَّت تلك الأزواج أن تُعيد إنشاء العش من البداية، وفي حوالي 85% من الحالات، عادت شحارير البقر لتضع بيضها في الأعشاش الجديدة.

##### المُفترسات
تُفترسُ شحارير البقر بُنيَّة الرأس من قِبل بعض أنواع الجوارح الكبيرة، من شاكلة: البومة الصمعاء والبومة القرناء الكبيرة، كما تقتات عليها بعض الأفاعي مثل: الراسرة الشرقيَّة، وأفعى الجرذان الغربيَّة، كما تفتك القيفان الزرقاء ببيضها وبفراخها على حدٍ سواء.

## التناسل

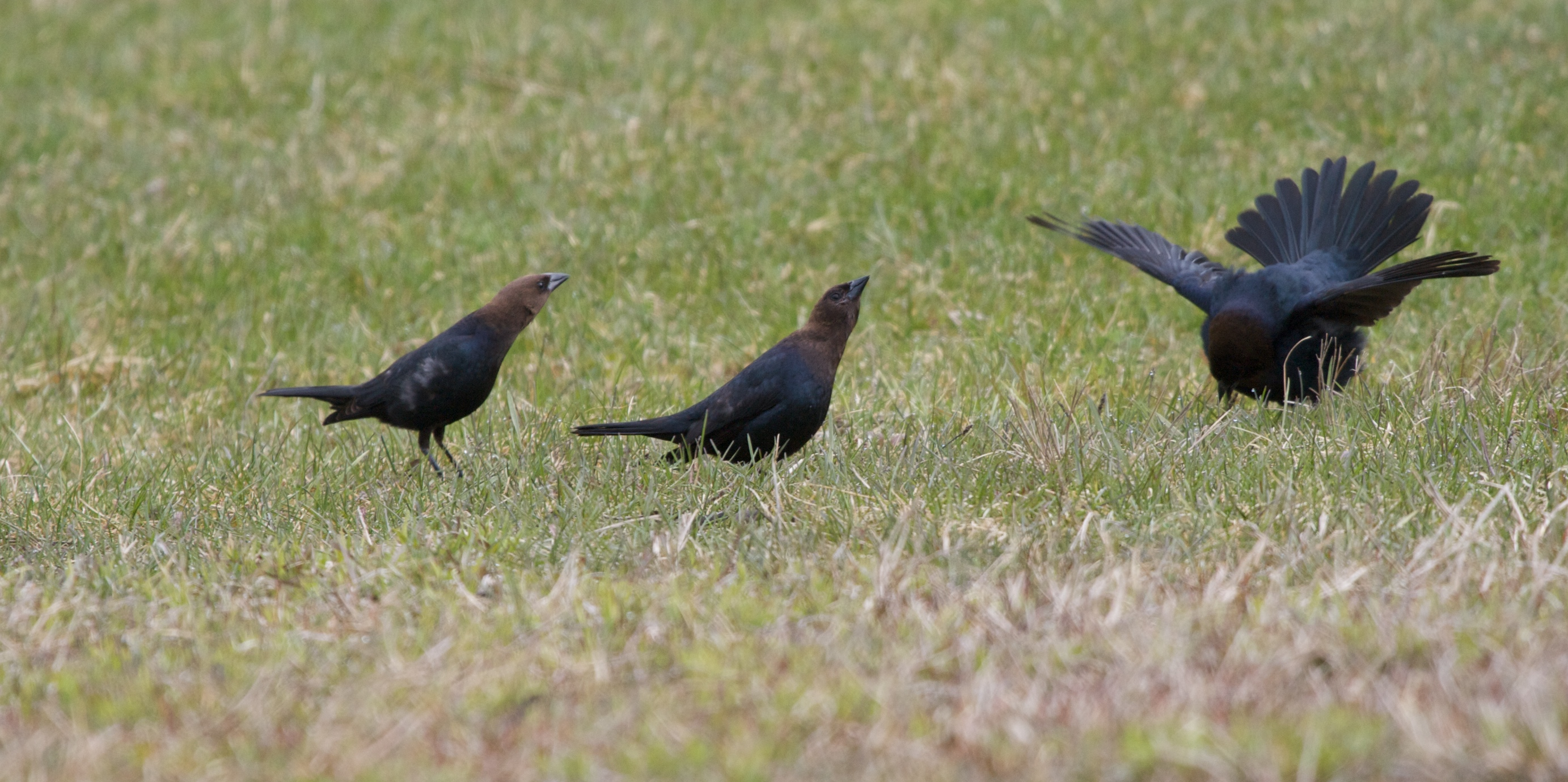
مجموعة من الذكور مُتجمهرة وتؤدي طقوسًا غزليَّة.

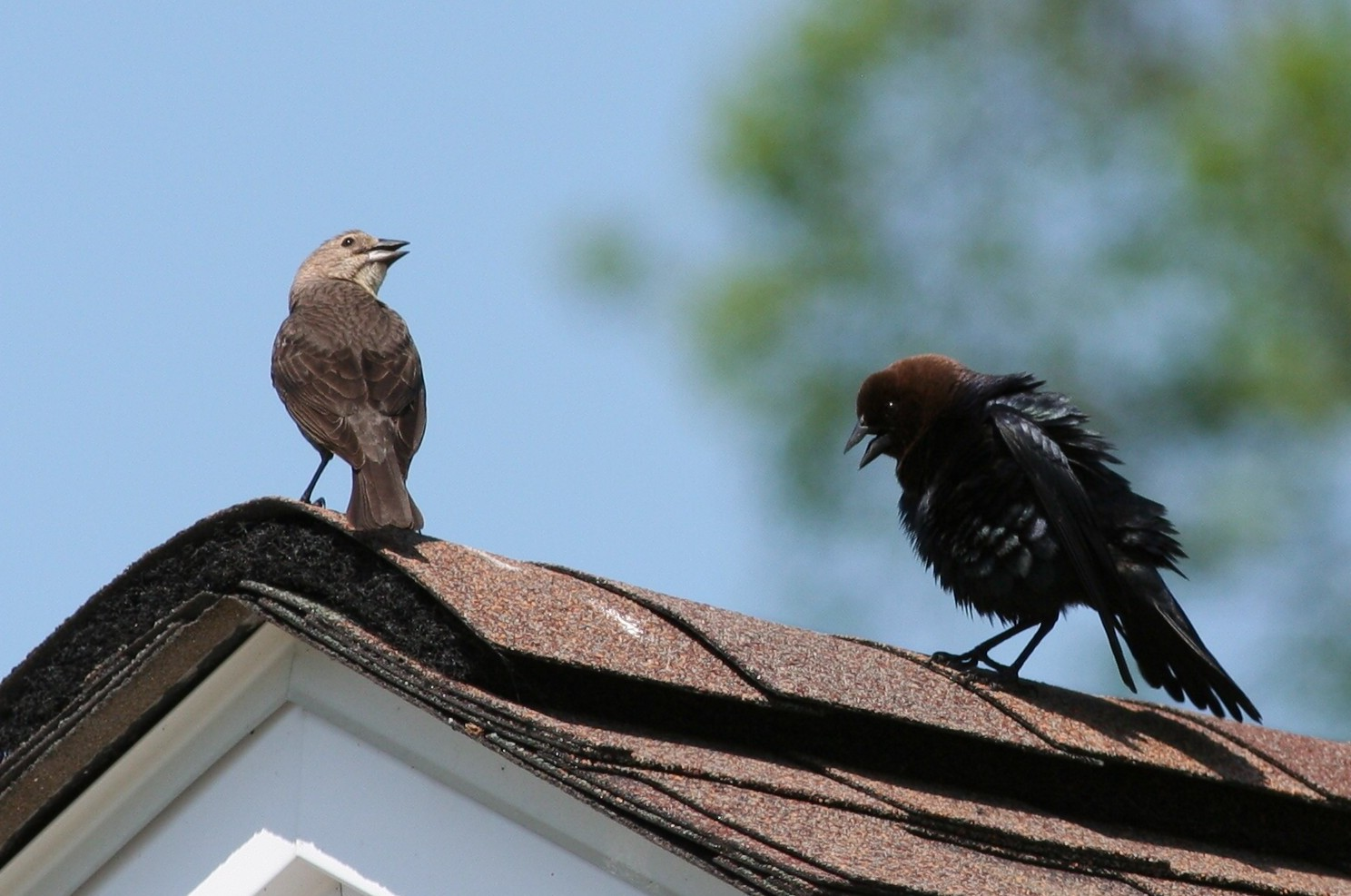
ذكر (على اليمين) يؤدي عرضًا لاجتذاب الأنثى إليه، لاحظ ريشه المنفوش الذي يتباهى به أمام أنثاه.

تتجمَّعُ البوالغ مع بداية فصل الربيع في منطقةٍ حرجيَّة لتبدأ الذكور عروضها لاجتذاب الإناث والتودد إليها. ويُلاحظ أنَّهُ في بعض الأماكن (كما في ولاية كنساس الأمريكيَّة)، لا يوجد أي رباطٍ متين بين الزوجين، حيث تتزاوج الأنثى مع عددٍ من الذكور، والعكسُ صحيح، بينما تبيَّن أنَّه في مناطق أخرى (بالأخص في كاليفورنيا) يُظهرُ الزوجان تعلقًا ببعضهما، ولا يتزاوج أيٌ منهما مع شريكٍ آخر، بل يتخذا شريكًا واحدًا طول العمر.
تؤدي الذكور طقوس المُغازلة بشكلٍ جماعيّ، وتتضمّنُ هذه استعراضات تغريديَّة وجسميَّة إيحائيَّة، فترفع كتفيها، وتنفث ريش صدرها وظهرها العلويّ، وتشهق وتزفر عميقًا، وتبسط ريشات ذيلها حتى يتخذ شكلاً مروحيًا، وإن أرادت أن تختم عرضها، قامت في العادة بفرك منقارها على إحدى الأغصان.
يستمر موسم التناسل من أوائل مايو حتى أواخر يونيو، وهو يَقع مرَّة واحدةً فقط في السنة. بعد الجماع، تبدأ الأنثى مهمَّة البحث عن عُشٍ حتى تضع فيه بيضتها، فتُحلّقُ بحثًا عنها وتجوبُ أطراف الأحراج والمناطق الآجاميَّة، مُحاولةً ضبط زوجين من الطيور وهما يُنشآن عُشًا، فتنتظرهما ريثما يبتعدان وتضع البيضة، أو تختصر الأمر وتطرد الأنثى الراخمة وتزيل إحدى بيوضها ثمَّ تضع بيضتها مكانها، ثمً تبتعد. أكثر أشكال الأعشاش تفضيلاً عند هذه الطيور هي تلك الكأسيَّة، لكنها قد تضع بيضها أيضًا في أعشاشٍ أرضيَّة، أو مُتدلّيَة، أو مبنيَّة على إحدى جذوع الأشجار.
يُمكنُ لأنثى شُحرُور البقر بُني الرأس أن تضع حوالي 36 بيضة خلال موسم تفريخٍ واحد. يَصلُ حجم كُل بيضة إلى 1.8 - 2.5 × 1.5 - 1.8 سنتيمترات، ولونها أبيض، أو أبيض ضارب إلى الرمادي، وهي شديدة التنقيط باللون البُنيّ أو الرماديّ. تستمر مدّة الرخم 11 يومًا كمُعدَّل (10 إلى 12 يومًا)، وتفقسُ الصغار عمياءٌ عارية، يزن واحدها ما يزيد عن غرامين بقليل. تنمو الفراخ أسرع من إخوتها وشقيقاتها المُستضيفة، الأمر الذي يسمح لها باستقطاب انتباه واهتمام أبويها المُتبنيان إلى أن تبلغ من العمر ما بين 25 و39 يوم.
وصل أقصى أمد حياةٍ موثَّق عند طائرٍ بريّ من هذا النوع إلى 16 سنة و9 أشهر. تصل الشحارير النضج الجنسي عندما تبلغ سنةً من العمر، لكنَّ الذكور نادرًا ما تُفرخ قبل بلوغها عامها الثاني.

## الانتشار

### الموطن
يَمتدُ موطنُ شحارير البقر بُنيَّة الرأس من جنوب كندا وصولاً إلى الهضبة المكسيكيَّة. والجمهرات المُفرخة في القسم الجنوبي من موطنها مقيمةٌ على الدوام، فلا تُهاجر ولا تتنقل مع تغيّر المواسم، أمَّا الجمهرات الشماليَّة فأغلبها يشتو في جنوب الولايات المتحدة وفي المكسيك، ثمَّ يعود شمالاً ليُفرخ خلال شهريّ مارس وأبريل.

### الموائل الطبيعيَّة
يُمكن العثور على هذه الشحارير في الموائل الطبيعيَّة المكشوفة أو شبه المكشوفة، من شاكلة: الحقول، والمروج، والمناطق المتشاطئة أي تلك المُتداخلة مع نهرٍ أو جدول، وعند قارعات الغابات، حيث تتنقل في مجموعات. وتميلُ هذه الطيور إلى تجنّب الموائل المُغطاة أو المكسوَّة، من شاكلة الغابات، وبالأخص تلك الصنوبريَّة.

## حالة الانحفاظ

### وضع النوع
يُصنّفُ الاتحاد العالمي للحفاظ على الطبيعة (IUCN) هذه الطيور ضمن قائمة الأنواع غير المُهددة، فنِطاق انتشارها واسعٌ جدًا (يُقدّرُ بحوالي 11 كلم2)، كما أنَّ جمهرتها كثيرة العدد (تُقدَّرُ بحوالي 56 مليون طائر)، وهي محميَّةٌ قانونًا، كما هو حال جميع الطيور المُهاجرة الأمريكيَّة، بمقتضى قانون الطيور المُهاجرة الذي سنَّه البرلمان الأمريكيّ منذ زمن، فلا تُصاد في أيّ موسم من المواسم.

### التأثير البشريّ

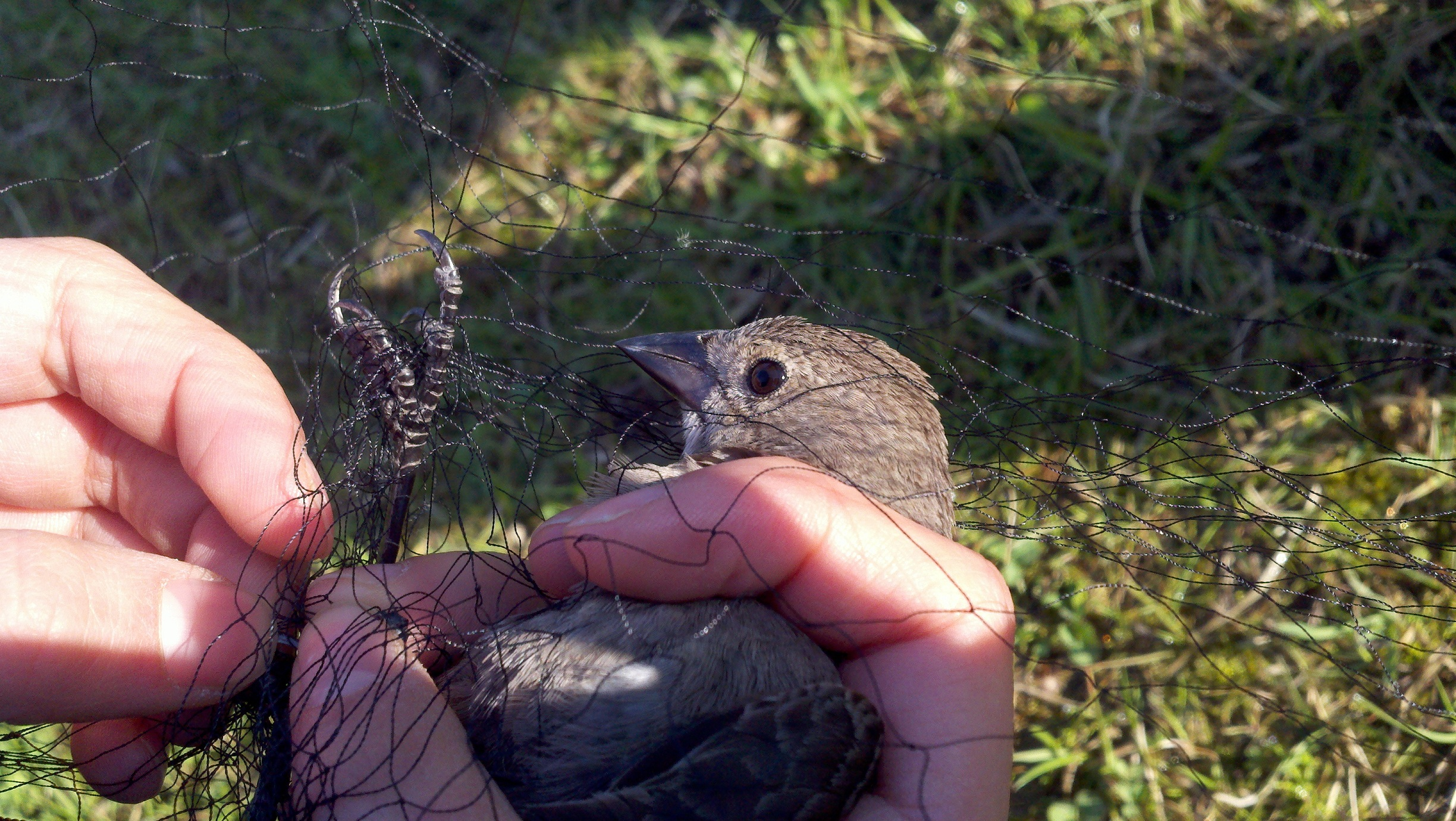
أنثى شُحرُور بقر بُنيَّة الرأس عالقة في إحدى الشباك المنصوبة للقبض على الطيور.

تُقدمُ السلطات المُختصَّة في بعض الولايات الأمريكيَّة، مثل ميتشيگن، على أسرِ بعض شحارير البقر بُنيَّة الرأس، أو قتلها وتقليص عددها في المناطق حيثُ تُفرخ بعض الأنواع المُهددة بالانقراض، للتقليل من ضغط التطفّل عليها. ففي بداية عقد السبعينيات من القرن العشرين، كانت أعداد هازجة كيرتلاند قد بلغت أدنى مستوياتها (أقل من 170 زوج)، فأطلقت ميتشيگن منذ بداية عام 1972 حملةً لإبادة الجمهرة المحليَّة من الشحارير بُنيَّة الرأس لإعطاء الهازجات فُرصةً أكبر في التكاثر بنجاح. ساعدت هذه الحملة، وما رافقها من صيانةٍ وحفظ لموائل الهازجات، ساعدت على انتعاش هذا النوع بعض الشيء واستقرار أعداده، وبحلول سنة 1990 كانت قد تزايدت قليلاً. كذلك تمَّ أسر جميع الشحارير المُقيمة في المناطق المشاطئيَّة التي تقطنها خضيريَّات بل المُهددة، فعرفت أعدادها ارتفاعًا واضحًا في بادئ الأمر ما لبث أن تحوَّل إلى كارثة.
تسببت حملات الإبادة هذه بمشاكل عدَّة في وقتٍ لاحق، فقد تبيَّن أنَّ المناطق التي تقلَّت فيها أعداد الشحارير نجم عنها ردّة فعلٍ لم تكن متوقعة من الأفراد التي بقيت، فارتفعت نسبة إنجابها حتى تستغل قلَّة المُنافسة، كما أنَّ قلَّة الشحارير في المنطقة جعلت الطيور الصغيرة أقل تمييزًا لبيضها، فأصبح قسمٌ كبير منه يُرخم حتى يفقس، فارتفعت نسبة نجاح تطفل الطيور. كما انتقد كثيرون هكذا خطوة، قائلين أنها تُشكلُ خرقًا للقانون، كما أفاد الخبراء أنَّ هذا ليس إلاّ حلٌّ مؤقت، فأي كائنٌ مُهدد ينبغي إعادة تأهيل موئله الطبيعي أولاً حتى يتمكن من التناسل بنجاح والعيش كما تفرض عليه غريزته، والهازجات بطبعها من سكنة الغابات التي يتفادها الشُحرُور، فكان بالإمكان إعادة تشجيير قسمٌ واسع من المناطق وتوطين الهازجات فيها، فلا تتعرض لها الشحارير إلا أن اقتربت من حافة الغابة. بالمُقابل أشارت إحدى الدراسات أنَّه لنجاح مشروع إكثار الهازجات في غابات، فلا بُدّ أن تكون تلك الغابات تمتد على مساحةٍ شاسعة تتراوح بين 2,000 و5,000 هكتار تقريبًا، وهي مساحةٌ قد لا تتوافر في جميع الولايات بحريَّة.